# Cauda poli-A
Cauda Poli-A é uma estrutura localizada na extremidade 3' da maioria dos mRNA de eucariotos, sendo composta pela ligação de 80 a 250 resíduos de Adenina. Esta cauda serve para a ligação de proteínas específicas, as quais possivelmente dão ao mRNA proteção contra a degradação enzimática. Muitos mRNA procarióticos também possuem cauda poli-A, no entanto, nestes organismos, esta estrutura estimula ao invés de oferecer proteção contra a ação de enzimas.É feita a adição de várias adeninas pois a ligação delas é mais fácil de ser quebrada.A região de término da cauda poli-A é  AAUAAA.
A cauda Poli-A também é uma estrutura necessária para o início da tradução nos eucariotos. Visto que sua estrutura se liga com o Quepe na extremidade 5' e forma uma estrutura de RNAm circular. A ligação das extremidades cria um complexo, que é reconhecido pelos iniciadores de tradução e permite a associação das subunidades Ribossomais e dos demais fatores de iniciação e elongamento da tradução. 
A regulação do tamanho da Cauda Poli-A também está relacionado com a regulação da expressão gênica e estabilidade do RNAm, ou seja: 
- Se a cauda é maior, o gene transcrito será mais expresso, ou expresso por um período maior de tempo. E a proteína formada estará em maior quantidade na célula. Isso é observado em proteínas que são expressas constitutivamente na célula e tem função de manutenção do metabolismo.

- Se a cauda é menor, o gene será menos vezes transcrito. Portanto, na célula haverá uma quantidade menor da proteína formada. Essa regulação é observada em genes que são transcritos em situação de estresse e que mesmo em menor quantidade já causam efeito grande.